# Fausto Dal Pozzo
Fausto Dal Pozzo (Faenza, 26 giugno 1910 – Faenza, 17 dicembre 1997) è stato un ceramista e antifascista italiano.

## Biografia
Rimasto orfano di padre all'età di cinque anni, frequentò le scuole elementari fino alla sesta classe.  Si iscrisse poi alla "Regia Scuola Ceramica di Faenza" (poi "Regia Scuola di Ceramica", poi "Regio Istituto D'Arte della Ceramica" e, in seguito, "Istituto Statale d'Arte per la Ceramica") col numero di matricola 62.  A partire dall'anno scolastico 1922-23 seguì le lezioni di storia dell'arte di Gaetano Ballardini (fondatore, nel 1916 della stessa scuola), quelle di tecnica delle decorazioni di Anselmo Bucci, quelle di plastica ornamentale di Domenico Rambelli.  Sotto la guida di Francesco Nonni frequenta anche i corsi della "Scuola di Disegno" di Faenza dove ebbe come insegnante, tra gli altri, anche Roberto Sella.  Nel 1922 entrò nel primo reparto di Faenza dell'Associazione scouts cattolici italiani (allora Associazione scautistica cattolica italiana - Esploratori d'Italia), fondato da Giulio Argnani.
Figlio unico di madre vedova, fu costretto dalla necessità ad abbandonare la scuola prima della fine dei tre anni di corso regolari per guadagnarsi da vivere.  Nel 1925 venne assunto come apprendista, insieme al quasi coetaneo Franco Gentilini presso la manifattura ceramica "La Faience" (Faenza), aperta da Paolo Zoli insieme a Pietro Melandri, Francesco Nonni e altri, e specializzata in ceramiche su forme e decori classici della tradizione faentina e in oggetti decorati a lustro metallico, ispirati ai decori Liberty e a quelli della Secessione viennese.  Ulteriori occasioni di apprendimento gli vennero dal laboratorio-scuola che il capo scout Giulio Argnani, esperto stampatore, formatore e fornaciao già attivo presso la manifattura "La Faience", fondò nel 1925 all'interno del Palazzo Vescovile di Faenza.
Nel 1927, sempre insieme a Franco Gentilini, si trasferì nella "Bottega di maioliche del pittore Ortolani" del pittore faentino Mario Ortolani.  In seguito lavorò presso altre manifatture di Faenza, tra le quali "Zama Ceramiche", di Aldo Zama, e "Nuova Ca' Pirota", di Giuseppe Fiumi. Nel 1933 fu assunto nella "Antica Fabbrica A. Farina" di Faenza, dove rimase, anche come direttore, fino al 1944, anno in cui un volo di bombardieri B-25 della Twelfth Air Force americana bombardò le difese e le concentrazioni di truppe tedesche, distruggendo parzialmente la fabbrica.
Durante questo periodo Dal Pozzo si sposò con Dolores Zama (nel 1938) ed ebbe una figlia di nome Anna (nel 1940).
La Seconda guerra mondiale causò l'interruzione di ogni attività lavorativa e un periodo molto duro per Dal Pozzo e la sua famiglia che si concluse solo nel 1945.  Al termine della guerra, si unì alla manifattura ceramica "C.A.C.F." (Cooperativa Artigiana Ceramisti Faentini), fondata per iniziativa di proprietari e dipendenti della ex Fabbrica Farina grazie all'aiuto finanziario del Comitato di Liberazione Nazionale e della "C.A.D.M.A." (Commissione Assistenza Distribuzione Materiali Artigianato, una commissione di emanazione americana volta favorire la rinascita e lo sviluppo delle produzioni artigiane italiane).  Nel 1946 nacque il secondogenito Andrea e nel 1952, Dal Pozzo divenne presidente della "C.A.C.F.": riuscì, tra l'altro, a trovare i fondi per realizzare le migliorie tecniche legate all'esigenza di nuovi forni, alla necessità di una cabina elettrica e al reperimento dell'argilla.  Lasciò la "C.A.C.F." nel 1960, quando entrò come insegnante all'"Istituto Statale d'Arte per la Ceramica" intitolato a Gaetano Ballardini, il successore della "Regia Scuola Ceramica di Faenza" che lo aveva accolto dodicenne.  Fausto Dal Pozzo insegnò decorazione e allestì il primo laboratorio di serigrafia dell'Istituto, dove rimase fino alla pensione, ovvero fino al 1980.
Nel lungo percorso che lo portò a esplorare le differenti tipologie decorative della maiolica faentina, si specializzò nel ritratto, nel solco dei maestri pittori maiolicari dell'Ottocento che ammirava e che aveva studiato a fondo.  Carmen Ravanelli Guidotti, storica dell'arte e ceramologa, ha definito Fausto Dal Pozzo l'"ultimo epigono della feconda scuola pittoricista su ceramica di Faenza".
I sentimenti antifascisti di Fausto Dal Pozzo risalgono al 1925, anno nel quale partecipò a un pellegrinaggio internazionale dello scautismo cattolico a Roma in occasione del Giubileo del 1925, evento che suscitò in lui una profonda impressione. In quello stesso anno il governo fascista fece sapere di non gradire tutte le associazioni scout, in quanto alternative alla costituenda Avanguardia giovanile fascista poi trasformata, nel 1926, nell'Opera nazionale balilla.  Tra il 1927 e il 1928 il governo fascista chiuse tutti i reparti dell'ASCI, sciolse l'associazione e, attraverso il boicottaggio, costrinse anche il laboratorio-scuola di Giulio Argnani a chiudere.  Nello stesso periodo i circoli cattolici di Faenza subirono aggressioni e pestaggi da parte dei fascisti e vennero successivamente chiusi.  Dopo lo scioglimento forzoso dei suoi punti di riferimento sociali, Dal Pozzo e altri giovani per lo più del medesimo ambiente continuarono a incontrarsi in modo circospetto se non ancora, in questa fase, clandestino.  Con la dichiarazione di guerra dell'Italia a Gran Bretagna e Francia del 1940 i gruppi a cui Dal Pozzo apparteneva, passarono ad una fase più cospirativa e si occuparono, in particolare, di diffusione di informazione e contropropaganda.  Il Comitato di Liberazione Nazionale, costituito clandestinamente a Faenza nell'estate del 1940 come organismo di coordinamento dei partiti antifascisti, era composto da: Bruno Bandini, Ugo Zannoni e Costante Pirazzini per i comunisti; Bruno Nediani, Antonio Piani e Giuseppe Billi per i repubblicani; Guglielmo Guerrini, Alfredo Morini e Cesare Vespignani per i socialisti; Giuseppe Bertoni, Spartaco Giangrandi e Fausto Dal Pozzo per i cattolici. Fino al 1946 Dal Pozzo fu anche consigliere della Federazione Sindacale Ceramica e Vetro.
Dal 1950 al 1960 fu membro del Consiglio della "Settimana Faentina", che si occupava del Concorso Nazionale della Ceramica "Settimana Faentina" (diventato concorso internazionale nel 1963).
Per due legislature, dal 1951 al 1960 fu Consigliere comunale a Faenza in rappresentanza della Democrazia Cristiana.  Nello stesso periodo fu anche Presidente del Comitato di gestione della Scuola di disegno "Tommaso Minardi".
Dalla sua istituzione fino alla morte, Fausto Dal Pozzo è stato consigliere del "Centro Residenziale Ca' Malanca" di studi ed iniziative sulla lotta di liberazione in Emilia-Romagna.
Fausto Dal Pozzo ha sempre coltivato la sua passione per il canto, la musica, il teatro e lo sport.  Iniziò all'età di 8 anni a cantare nel coro maschile dell'Oratorio salesiano di Faenza.  Fu poi chiamato da Ino Savini e, a partire dal 1927 e per molti anni, fece parte del coro del Teatro Masini di Faenza. Nel periodo 1933-1935, fu chiamato da Roberto Benaglio (poi direttore del Coro del Teatro alla Scala), il quale gli propose una scrittura per un tournée di un mese che Dal Pozzo si trovò costretto a declinare.  Come tenore solista fu attivo fino (almeno) al 1985.
A partire dagli anni '50 fu chiamato a far parte del Consiglio di gestione della Scuola di musica "Giuseppe Sarti" di Faenza, inizialmente come presidente della locale sezione dell'Ente nazionale assistenza lavoratori (che aveva contribuito in modo determinante a ricostruire la scuola dopo la guerra).  Allo scioglimento dell'ENAL nel 1978, Dal Pozzo curò il passaggio della scuola all'Amministrazione Comunale, rimanendo nel Consiglio di gestione fino (almeno) al 1993 anche con la carica di Presidente.
Per circa sei anni, intorno agli anni '50, fece parte della Deputazione teatrale faentina.
Fece parte del Consiglio di gestione della Società di lotta greco-romana faentina, che presiedette dal 1955 al 1960.  Nel Congresso di Genova fu nominato consigliere federale dell'atletica pesante italiana.  Fu accompagnatore ufficiale della squadra italiana alla XXXIII edizione dei Campionati mondiali di sollevamento pesi di Teheran del 1957 e ai Giochi della XVII Olimpiade.
Dal 1978 fino a circa il 1991 fu membro del Consiglio residende del Museo internazionale delle ceramiche in Faenza, assumendo per alcuni anni la carica di Vice Presidente.  Dal 1991 al 1994 partecipò alla conduzione del Museo come Ispettore.

## Opere
La maggior parte delle opere di Fausto Dal Pozzo è presso istituzioni pubbliche e private, in Italia e all'estero, senza che sia stato effettuato un adeguato censimento.  Il seguente elenco è dunque frammentario e largamente incompleto:
- Fausto Dal Pozzo, 1929. Targa S. Pier Damiani, maiolica cm. 27x20, Faenza, Capitolo della Cattedrale.
- Fausto Dal Pozzo, 1963. Ritratto di Giuseppe Fanti, Musei Civici di Imola.
- Fausto Dal Pozzo, 1964. Pannello in maiolica graffita e dipinta rappresentante la Madonna. 6ª Biennale nazionale d'arte sacra contemporanea, Antoniano di Bologna.[16]
- Fausto Dal Pozzo, 1964. Pannello in maiolica graffita e dipinta rappresentante un angelo nunziante. 6ª Biennale nazionale d'arte sacra contemporanea, Antoniano di Bologna.[16]'
- Fausto Dal Pozzo. Ritratto di Sandro Pertini.  Museo di Savona.
- Fausto Dal Pozzo. Ritratto di Pio XI.
- Fausto Dal Pozzo. Ritratto di Pio XII.
- Fausto Dal Pozzo. Ritratti dei componenti della squadra del Torino deceduti nella sciagura aerea di Superga.

## Pubblicazioni
- Fausto Dal Pozzo. All'VIII Congresso dell'A.N.P.I. ricordato il musicista Giuseppe Galignani.  Intervento di Fausto Dal Pozzo, in "Comunità democratica", Faenza 1976, n. 3 (28 aprile), p. 21.
- Fausto Dal Pozzo. La Scuola Tommaso Minardi, in "Comunità democratica", Faenza 1977, n. 7 (agosto), p. 21.
- Fausto Dal Pozzo. Concorso internazionale per la ceramica, in "Comunità democratica", Faenza 1977, n. 8 (novembre), p. 5.
- Fausto Dal Pozzo. [Commento all'esposizione tenutasi a Faenza nel 1978] Antifascismo e Resistenza ieri e oggi, in "Faenza è mi paes", Faenza 1978, n. 2 (aprile), p. 12.
- Fausto Dal Pozzo. Di fronte al terrorismo e alla violenza ritroviamo i valori della Resistenza, in "Comunità democratica", Faenza 1980, n. 2 (aprile), p. 13.
- Fausto Dal Pozzo. L'attentato al Pontefice, in "Comunità democratica", Faenza 1981, n. 2 (giugno), p. 7.
- Fausto Dal Pozzo. Le ceramiche artistiche di Benito Fornari. Notevole riconoscimento di un esperto faentino al pittore-ceramista di Parma, in "La Gazzetta di Parma", Parma 1982, n. 106 (24 aprile), p. 6.
- Fausto Dal Pozzo. Per un conservatorio musicale a Faenza, in "Faenza è mi paes", Faenza 1982, n. 1 (giugno), p. 21.
- Fausto Dal Pozzo. Pittori maiolicari faentini dell'Ottocento: una illustrazione al Museo, in "Faenza", LXIX (1983), fasc. 5-6, pp. 424-426.
- Fausto Dal Pozzo. Considerazioni e riflessioni sull'Antifascismo e la Resistenza, in "Faenza è mi paes", Faenza 1984, n. 1 (maggio), pp. 21-22.
- Fausto Dal Pozzo. Uno scout testimone degli eventi, in Giuseppe Dal Pozzo, Esploratori cattolici e Partito nazionale fascista a Faenza (1922-1923), Faenza, Società cooperativa di cultura popolare [1987?], pp. 60-62.
- Fausto Dal Pozzo. Ricordo di un amico e maestro. In occasione del I Anniversario della morte del Cav. Giulio Argnani, uno dei suoi primi esploratori del 1922 ne ricorda l'opera in quei tempi difficili, in "Il Piccolo", Faenza 1988, n. 19 (13 maggio), p. 4.
- Fausto Dal Pozzo. [Intervento su Ugo Bubani], in Renato Cavina, Ugo Bubani: un uomo, una coscienza, Imola 1991, pp. 142-143.
- Fausto Dal Pozzo. Recupero dell'unità, in "Il Sette", Faenza 1991, n. 16 (25 aprile), p. 14.
- Fausto Dal Pozzo. In ricordo di Domenico Matteucci, in "Comunità democratica", Faenza 1991, n. 6/7 (ottobre), p. 7.
- Fausto Dal Pozzo. Un ottimo insegnante, uno stimato collega, in La "S. Ippolito" di Don Belli. Una realtà faentina. A cura del Gruppo Amici di S. Ippolito, Faenza 1991, p. 137.
- Fausto Dal Pozzo. Un po' di storia della "Silvio Pellico". 1ª parte, in "Il Piccolo", Faenza 1992, n. 3 (17 gennaio), p. 11.
- Fausto Dal Pozzo. Un po' di storia della "Silvio Pellico" (Continuazione e fine), in "Il Piccolo", Faenza 1992, n. 4 (22 gennaio), p. 11.
- Fausto Dal Pozzo. Il prof. Bertoni ci ha lasciato, in "Il Piccolo", Faenza 1993, n. 28 (16 luglio), p. 3.

## Discorsi pubblici
- Fausto Dal Pozzo. Faenza, 18 aprile 1984. Pittori-ceramisti faentini nella seconda metà dell'Ottocento.  Conferenza presso la Scuola di disegno "Tommaso Minardi".
- Fausto Dal Pozzo. Faenza, 25 aprile 1989. Italia e Cuba: Due vittoriose lotte di liberazione.  Commemorazione del 44º Anniversario della Liberazione italiana in concomitanza col 30º della Liberazione cubana.

## Premio "Fausto Dal Pozzo"
A Fausto Dal Pozzo è intitolato il premio omonimo, un riconoscimento musicale assegnato annualmente, dal 1999 nell'ambito del Festival Internazionale di Sassofono di Faenza.  Il premio è stato conferito a:
- 2004 ?
- 2009 Isabella Stabio http://www.isabellastabio.com/
- 2010 ?
- 2013 Felix Nussbaumer
- 2014 Paul Edwards?
- 2015 ?
- 2016 ?
- 2017 Federico Mondelci http://www.federicomondelci.com/